# Shahin Ahvaz FC
El Shahin Ahvaz F.C. es un equipo de fútbol de Irán que milita en la Segunda División de Irán, la liga de fútbol más importante del país.
Fue fundado en el año 1948 en la ciudad de Ahvaz con ayuda de Hasan Fakheri y nunca ha sido campeón de la Iran Pro League, la liga más importante de Irán, aunque sganó el título de Copa en 1 ocasión en 1988 y fue finalista de la Copa AFC de Irán en 1 oportunidad.
A nivel internacional ha participado en 1 torneo continental, en la Copa de Clubes de Asia de 1990, en la cual fue eliminado en la Segunda ronda por el Liaoning FC de China, el Al Rasheed de Irak y el Pelita Jaya de Indonesia.

## Palmarés
- Copa Hazfi: 1

1988
- Copa AFC de Irán: 0
  - Finalista: 1

2000

## Participación en competiciones de la AFC
- Copa de Clubes de Asia: 1 aparición

1990 - Segunda ronda

## Cuerpo Técnico
- Entrenador:  Saeed Salamat